# Joaquim Frederic
Joaquim Frederic de Brandenburg - Joachim Friedrich von Brandenburg) (alemany) - (Berlín, 27 de gener de 1546 - Köpenick, avui integrada a la capital alemanya, el 18 de juliol de 1608) fou un noble alemany de la dinastia dels Hohenzollern, que succeí el seu pare com a marcgravi elector de Brandenburg el 1598. Des de 1566 a 1598 va ser arquebisbe luterà de Magdeburg. I el 1605 es va convertir en regent del ducat de Prússia. Entre els seus títol nobiliaris hi ha també el de duc de Stettin, Pomerània, Cassúbia, Vandalorum i Crossen, d'acord amb els termes del Tractat de Grimnitz. Va construir la primera fàbrica de vidre a Brandenburg, on els artesans de Bohèmia va anar-hi a treballar.

## Família
Fill del duc de Prússia Joan Jordi II (1525-1598) i de Sofia de Liegnitz (1525-1546), el 8 de gener de 1570 es va casar amb la princesa Caterina de Brandenburg-Küstrin (1549-1602), filla del marcgravi Joan I (1513-1571) i de la duquessa Caterina de Brunsvic-Luneburg (1518-1574). Fruit d'aquest matrimoni nasqueren:
- Joan Segimon (1572-1619), casat amb la princesa Anna de Prússia (1576-1625).
- Anna Caterina (1575-1612),casada amb el rei Cristià IV de Dinamarca (1577-1648).
- Una filla nascuda morta el 1576.
- Joan Jordi (1577-1624), casat amb la princesa Eva Cristina de Württemberg (1590-1657).
- August (1580-1601).
- Albert Frederic (1582-1600).
- Joaquim (1583-1600).
- Ernest (1583-1613).
- Bàrbara Sofia (1584-1636), casat amb Joan Frederic I de Württemberg (1582-1628).
- Cristià Guillem (1587-1665), casat primer amb la princesa Dorotea de Brunsvic-Wolfenbüttel (1596-1643), després amb Bàrbara Eusèbia de Martinitz, morta el 1656, i finalment amb Maximiliana de Salm-Neuburg (1608-1663).

El 1603, un any després d'haver enviudat, es va casar amb Elionor de Prússia (1583-1607), filla del duc Albert Frederic de Prússia i de Maria Elionor de Clèveris. Aquest segon matrimoni va tenir una filla Maria Elionor (1607-1675), casat amb Lluís Felip de Pfalz-Simmern (1602-1655).